# Puente Mohamed VI
El puente Mohamed VI es una estructura de ingeniería que cruza el río Bu Regreg que separa las ciudades de Rabat y Salé, en Marruecos. Fue inaugurado el 7 de julio de 2016, por el Rey Mohammed VI. El puente forma parte de la autopista de circunvalación de Rabat, integrada en la Autopista del Norte (A1).
La longitud del puente es de 950 metros, lo que permite a la autopista cruzar el río Bu Regreg. Constituye el mayor puente atirantado de África y el primero de este tipo construido en Marruecos. Fue realizado por la compañía china Corporación de Ingeniería Ferroviaria de China, que ya participó en la construcción del puente Kigamboni en Tanzania de 680 metros de largo e inaugurado en el mes de abril de 2016.
La arquitectura del puente se caracteriza por las dos torres arqueada de 200 metros de altura, que simbolizan las nuevas puertas de las ciudades de Rabat y Salé. La obra, cuyo coste se estima en 71 millones de euros, fue financiada en parte por el Banco Europeo de Inversiones (BEI). De acuerdo con las autoridades marroquíes, cada día pueden circular  unos 20 000 vehículos por el puente.